# John Sebastian
John Sebastian, född John Benson Sebastian den 17 mars 1944 i Greenwich Village i New York i New York, är en amerikansk sångare, gitarrist, munspelare och låtskrivare. Han är son till John Sebastian (född John Sebastian Pugliese), klassisk musiker (kromatisk munspel) och Jane (född Mary Jane Bishir), en radiomanusförfattare.
Sebastian var sångare och förgrundsfigur i The Lovin' Spoonful åren 1965–1967, men hade erfarenhet av musik innan. Han skrev de flesta av gruppens låtar, som exempelvis "Daydream" och "Summer in the City" (den senare med text av sin bror). Efter att ha lämnat Lovin' Spoonful var han aktiv som solo-artist och fick i maj 1976 en listetta med singeln "Welcome Back" som var signaturmelodi till TV-serien Welcome Back, Kotter.

## Diskografi
Solo (urval)
- 1970 – John B. Sebastian[2]
- 1970 – Live[3]
- 1971 – Real Live John Sebastian[4]
- 1971 – Cheapo Cheapo Productions Presents Real Live John Sebastian
- 1971 – The Four Of Us
- 1974 – Tarzana Kid
- 1976 – Welcome Back
- 1978 – The Devil And Daniel Mouse With Songs By John Sebastian / A Nelvana Story Album
- 1989 – The Best Of John Sebastian (samlingsalbum)
- 1992 – Tar Beach
- 1996 – I Want My Roots (John Sebastian and the J-Band)
- 1996 – King Biscuit Flower Hour (live 1979)
- 1999 – Chasin' Gus' Ghost (John Sebastian and the J-Band)
- 2001 – One Guy, One Guitar (live 1981 & 1984)
- 2001 – Faithful Virtue: The Reprise Recordings (3-CD box med de fem första albumen + 7 spår till)